# Маркоишвили, Манучар
Манучар Маркоишвили (груз. მანუჩარ ნუგზარის ძე მარკოიშვილი; род. 17 ноября 1986 года в Тбилиси, Грузинская ССР, СССР) — грузинский профессиональный баскетболист, игравший на позициях атакующего защитника и лёгкого форварда; тренер.

## Ранние годы
Маркоишвили начал заниматься баскетболом достаточно рано и стал профессиональным игроком ещё до окончания средней школы. Отец игрока, Нугзар Маркоишвили работает тренером в Тбилисском государственном университете. Его брат, Георги, также является профессиональным баскетболистом.

## Карьера

### Клубная карьера
Начинал карьеру в грузинской команде «Баско» (Батуми), в которой был самым молодым игроком. Отыграв два сезона в Грузии, Маркоишвили перешёл в команду чемпионата Италии «Бенеттон». В 2004 году был отдан в аренду немецкому клубу «Миттельдойчер», с которым выиграл Кубок ФИБА. В этом же сезоне перешёл в словенскую команду «Олимпия» (Любляна).
В 2007 году подавал заявку для участия в драфте НБА, однако не был выбран. В сезоне 2007 присоединился к БК «Киев», за который выступал до 2009 года. В сезонах 2009-2013 вновь выступал в Италии за «Канту». В сезоне 2013/14 выступал за турецкий «Галатасарай», однако пропустил значительную часть сезона из-за травмы, вернулся в его завершающей части и принял участие в 10 матчах Евролиги (7,9 очка, 2,5 подбора, 1,6 передачи, 1,0 перехвата за 25,6 минуты) и 20 матчах чемпионата Турции (9,1 очка, 2,0 подбора, 0,9 передачи, 0,9 перехвата за 24,1 минуты).
11 июля 2014 года подписал двухлетнее соглашение с московским ЦСКА на правах свободного агента. В составе ЦСКА провел 42 матча (10 – в стартовом составе), в которых набирал 5,7 очка, делал 1,9 подбора, 1,1 передачи и 0,7 перехвата за 15,0 минуты, стал победителем Единой лиги ВТБ и чемпионом России. По окончании сезона 2014/15 ЦСКА и Маркоишвили расторгли контракт.
В 2019 году Маркоишвили принял решение завершить игровую карьеру.

### Сборная Грузии
Маркоишвили — игрок национальной сборной Грузии, в составе которой выступал на Евробаскете 2011, 2013 и 2015 годов.

## Достижения
- Обладатель Кубка ФИБА: 2004
- Чемпион Единой лиги ВТБ: 2014/2015
- Чемпион Грузии (2): 2000/2001, 2001/2002
- Чемпион Италии: 2002/2003
- Чемпион России: 2014/2015
- Чемпион Словении (2): 2004/2005, 2005/2006
- Чемпион Турции: 2012/2013
- Обладатель Кубка Италии: 2002/2003
- Обладатель Кубка Словении (2): 2004/2005, 2005/2006
- Обладатель Суперкубка Италии: 2012